# Le Portrait de Marianne
Pour plus de détails, voir Fiche technique et Distribution.
Le Portrait de Marianne est un film français réalisé par Daniel Goldenberg et sorti en 1971.

## Synopsis
Octave, un matin, croit que Marianne, sa femme, l'a quitté. Il va aussitôt voir son meilleur ami, Alfred. Ils passent la journée ensemble à chercher Marianne dans Paris, et, ce faisant, donnent plutôt un portrait d'eux-mêmes… et bien des raisons pour l'éventuel départ de Marianne. À la fin de la journée, Octave retrouve Marianne chez eux. Il a tout inventé. Mais peut-être cette journée n'a-t-elle été que la répétition d'une journée future.

## Fiche technique
- Réalisation : Daniel Goldenberg
- Scénario : Edgar De Bresson
- Production :  Spero Films
- Image : Georges Barsky
- Musique : Philippe Carson
- Durée : 90 min
- Date de sortie : 3 février 1971

## Distribution
- Claude Brasseur : Octave
- Bernard Fresson : Alfred
- Karen Blanguernon : Marianne
- Jacques Rispal : Karl Prinzman
- Max Vialle : Maxime
- Liliane Rovère : Jamy
- Roger Lumont